# 진석범
진석범(晋錫範, 1972년 7월 5일 ~)은 대한민국의 대학교수, 학자, 정치인이다. 현재 더불어민주당 경기도당 화성시 을 지역위원회 위원장을 역임하고 있다.

## 학력
- 동국대학교사범대학부속고등학교 졸업
- 성균관대학교 사회과학대학 사회복지학 학사
- 가톨릭대학교 사회복지대학원 사회복지학 석사
- 건국대학교 대학원 사회복지학 박사

## 경력
- 2005.: 동서울대학교 실버복지과 조교수
- 성균관대학교 총동창회 이사
- 2005.~2018.: 성남시 지역사회보장협의체 실무분과·실무협의체 위원장
- 2005.~2018. 성남시 대표협의체 공동위원장
- 2012.~2017.: 성남시 사회복지사협회 회장
- 2014.: 수원과학대학교 사회복지학과 조교수
- 2016.: 경기도 장애인가족지원센터 운영위원장
- 2016.: 경기도 사회보장위원회 위원
- 2017.04~2017.05: 제19대 대통령 선거 더불어민주당 문재인 대통령 후보 선거대책위원회 고용복지발전 특별위원회 부위원장
- 2018.~: 화성시 지역사회보장협의체 대표협의체 부위원장
- 2018.05~2018.06: 제7회 전국동시지방선거 더불어민주당 이재명 경기도지사 후보 선거대책위원회 직능본부 사회복지 분과위원회 위원장
- 2018.06: 민선7기 경기도지사직 인수위원회 새로운 경기위원회 문화복지분과 기획단장
- 2018.07~2021.11: 경기복지재단 대표이사
- 대한실버산업협회 이사
- 2022.01~2022.03: 제20대 대통령 선거 더불어민주당 이재명 대통령 후보 선거대책위원회 균형발전위원회 공동위원장
- 2022.04~2022.05: 제8회 전국동시지방선거 경기도 화성시장 더불어민주당 예비후보
- 2022.06: 민선8기 경기도 화성시장직 인수위원회 제3분과장
- 2022.09~2023.03: 화성시 사회복지재단 대표이사
- 2023.08~2024.01: 더불어민주당 이재명 당대표 특보
- 2023.~2025.: 더불어민주당 중앙위원
- 2023.~2024.: 더불어민주당 사회복지특별위원회 부위원장
- 2023.06~: 동탄복지포럼 대표
- 2024.01~2024.03: 제22대 국회의원 선거 경기 화성시 정 더불어민주당 국회의원 예비후보
- 2024.06~2025.07: 더불어민주당 경기도당 화성시 을 지역위원회 위원장
- 2025.07~: 대통령비서실 사회수석비서관실 선임행정관